# Ангел на шпиле Петропавловского собора
Ангел на шпиле Петропавловского собора — одна из самых известных достопримечательностей Санкт-Петербурга. Золотая статуэтка на высоте 120 метров венчает шпиль Петропавловского собора.
Фигуру этого ангела горожане считают покровителем, охраняющим Санкт-Петербург.

## История создания
Впервые ангел-хранитель Санкт-Петербурга появился на шпиле Петропавловского собора, многоярусная колокольня которого стала самым высоким сооружением России того времени, в 1720-х годах. С предложением установить его на вершине проектировщик собора Доминико Андреа Трезини выступил в мае 1722 года. Ангел (архангел) должен был являть собой покровителя России, провозглашенной к этому времени империей, и её первого императора Петра Первого.
До наших дней сохранился рисунок Трезини, на котором летящий ангел держит в руках большой крест. Внизу у креста — шар, который венчает шпиль. Под ангелом имеется надпись: «фигура длиною 7 футовъ английских» (~ два метра 13 сантиметров).
Этот рисунок был приложен к донесению архитектора Трезини генерал-губернатору Петербурга светлейшему князю Меншикову: «… посылаю ныне рисунокъ ангела, который будетъ поставленъ наверху кугеля на Святой церкви Петра и Павла, по которому ныне делаютъ из меди таком же виде, толщиною на 4 дюйма (~10,16 см). А если делать… круглую фигуру, то… от великой тягости железо будетъ гнуться, на которомъ крестъ поставится… 1722 г. апреля 12. Dominico Trezzinij».
По одной из версий, Трезини взял за образец фигуру ангела на башне ратуши в голландском городе Маастрихт (1656—1660, архитектор П. Пост), но внес в проект свое видение.
Первыми по чертежу проектировщика фигуру ангела изготовили крестьянин И. Меньшой и серебряного дела мастер Л. Задубский. Однако Трезини не устроило качество их работы, и заказ в итоге был выполнен мастерами Штейнбесом и Эберхардом. С момента своего появления ангел выполнял роль флюгера, при этом фигура, как бы паря над городом, «держалась» за ось двумя руками, в которых поместили поворотные механизмы.
Возведение золочёного шпиля, который заканчивался крестом и парящим над ним ангелом, завершилось в 1724 году.
Плохо было то, что деревянный каркас шпиля не имел громоотвода, он дважды горел от ударов молнии, но пожар успевали сразу же гасить. Однако пожар после страшной грозы 30 апреля 1756 года уничтожил все, что могло гореть, ангел с крестом тоже был уничтожен. На воссоздание колокольни и шпиля ушло 20 лет. Екатерина II повелела: «Делать оную точно так, какова прежняя была, понеже прочие планы не так красивы».
К тому времени первоначальные трезиниевские чертежи ангела оказались утраченными, при восстановительных работах пользовались деревянной моделью, изготовленной мастером Ф. Экгартом. Новая фигура, которую создали к лету 1774 года, сохранила размер и силуэт первоначальной.
Но и этого ангела уничтожила стихия. 10 сентября 1777 года обрушившийся на город ураган погнул фигуру и отломил крылья. Причём работы по воссозданию шпиля в этот момент ещё даже не были завершены.
Чтобы уберечь ангела от нападок стихии, его уменьшили, облегчили и отцентрировали по штевню креста. Проект нового ангела выполнил архитектор А. Ринальди. В отличие от предыдущих, "летящих"  почти горизонтально, фигура ангела по рисунку Ринальди устремлена вверх, с перстом, указующим в небо. Осенью 1778 года позолоченный флюгер вновь воцарился на своем законном месте. Он парил над городом сорок лет, пока буря, разразившаяся в 1829 году, не накренила крест и не повредила фигуру. Ангела почти сорвало с креста.
В этот раз за ремонт взялся кровельщик Пётр Телушкин. Он подрядился отремонтировать флюгер, добравшись до него без установления лесов, что существенно экономило средства на реставрацию. Проделав весь путь с помощью верёвок, а иногда просто удерживаясь на пальцах, Телушкин сумел охватить шпиль верёвочной петлей. Несколько раз поднимаясь к фигуре, он её полностью отремонтировал. Таким образом, имя мастера навсегда оказалось вписано в историю Петропавловской крепости. Телушкин упоминается Иваном Тургеневым в романе «Дым».
В 1858 году, во время замены деревянных конструкций шпиля на стальные, фигура ангела была снята. Вердикт инженеров и мастеров был печальным — третьему ангелу больше не летать. Вместо неё установили последнюю, четвёртую фигуру, сохранившуюся до наших дней. Она была выполнена по рисунку скульптора Роберта Залемана. Однако исследователи отмечают, что документальные подтверждения авторства Р. К. Залемана, к сожалению, пока не обнаружены.
Именно для этого ангела инженер Дмитрий Журавский предложил оригинальную конструкцию поворотного механизма флюгера.

 Фигура ангела сдѣлана изъ мѣдныхъ листовъ въ 1/16 дюйма (~1,6 мм) толщины. Для легкаго врашенiя фигуры ангела вокругъ стержня креста необходимо, чтобы центръ тяжести фигуры и его внутреннихъ раскрѣпъ находился на оси стержня. Прежняя фигура ангела была поставлена внѣ стержня, въ разстоянiи от него около фута, и была съ нимъ связана въверху и вънизу фигуры брускомъ железа, надѣ тымъ проушиною на круглую часть стержня такъ, что при вращенiи фигуры проушина скользила по закраинамъ стержня, сделаннымъ въ обоих мѣстахъ прикрѣпленiя къ нему фигуры ангела. При такомъ способѣ соединенiя и скользенiя желѣза по желѣзу, вращенiе фигуры требовало значительной силы для преодолѣния тренiя, тѣмъ болѣе, что ось стержня, около котораго происходило вращенiе, находилась внѣ плоскости фигуры ангела. Первоначально фигура ангела была неподвижна на крестѣ; но какъ стержень креста былъ сломанъ ударомъ ветра на значительную поверхность, представляемою фигурою, то было устроено вращенiе ангела по способу только что описанному и представлявшему также большiе недостатки. Вновь сделанная теперь фигура ангела поставлена такъ, что ось стержня приходится въ плоскости фигуры, а центръ тяжести всей вращающейся системы приведенъ на ось стержня добавленiем до 10 пудовъ (~163,8 кг) свинца внутрь фигуры, представляющей неровныя поверхности по обѣим сторонамъ оси, съ тою цѣлью, чтобы фигура была послушнѣе дѣйствiю вѣтра и передавала стропиламъ шпица, въслѣдствiе своего сопротивленiя вращенiю, удары вѣтра, которыхъ дѣйствiе было бы тѣмъ значительнѣе для стропилъ, что оно происходило бы на огромномъ рычагѣ, въ мѣстѣ наиболѣе отдаленномъ отъ основанiя стропилъ, гдѣ ихъ можно разсматривать вдѣланными въ стѣну. Фигура ангела составлена изъ нѣсколькихъ штукъ, свзанныхъ между собою мѣдными болтиками; голова, руки и ноги сдѣланы галванопластически, остальныя части штампованы изъ листовъ мѣди.
Д. И. Журавским была предложена новая конструкция поворотного механизма — теперь вес ангела вместе с противовесом воспринимался специальным цилиндрическим выступом на спице. Поворотный механизм содержал четыре опорных узла — один упорный и три радиальных. Упорный узел содержал четыре ролика с горизонтально расположенными осями — «железная муфта имѣетъ внутри четыре маленькихъ катка, вращающихся на стальныхъ горизонтальныхъ осяхъ» и опирающихся на цилиндрический выступ.
В каждом из трёх радиальных опорных узлов (нижнем, среднем и верхнем) было по восемь роликов с вертикально расположенными осями, расположенных в два ряда — «катковъ, облегчающихъ вращенiе фигуры ангела вокругъ стержня креста». К разъёмным корпусам радиальных опорных узлов крепился каркас ангела — с одной стороны для верхнего узла и с двух сторон для среднего и нижнего опорных узлов.
Все намеченные работы по реставрации Петропавловского собора, установке нового металлического шпиля и флюгера «Ангел» на нём были «окончены въ теченiе полуторагода, и соборъ освященъ 30 ноября 1858 года».
Несомненно, что новая система подвески и конструкция поворотного механизма ангела была лучше всех предыдущих. Важно подчеркнуть, что эта уникальная конструкция поворотного механизма флюгера «Ангел», предложенная Д. И. Журавским, исправно функционировала свыше 130 лет. Это был самый длинный безремонтный период в жизни Петропавловского собора.

## Спасение ангела во время Великой Отечественной войны и последующая реставрация
Чтобы уберечь ангела от обстрелов во время Великой Отечественной войны, шпиль Петропавловского собора был выкрашен маскировочной краской, а саму фигуру накрыли мешковиной.
Послевоенная реставрация началась лишь в 1991 году и продлилась несколько лет. Скульптура ангела (в сущности двусторонний рельеф) была бережно спущена на землю и в течение нескольких месяцев была доступна для обозрения в зале Великокняжеской усыпальницы Петропавловской крепости. "Встреча с Ангелом" на земле стала событием для петербуржцев, 6 сентября 1991 года вернувших историческое название своему городу. Свидетели того памятного события были поражены тем, что огромная фигура промоделирована необычайно тонко и детали, которые не могут быть различимы на большой высоте, сделаны пластически выразительно. Фигуру разобрали на отдельные части, отреставрировали и заново позолотили.
В 1995 году фигура ангела с помощью вертолёта была поднята к вершине шпиля.
Летом 2002 года со шпиля были сняты медная позолоченная кровля, ангел, крест и яблоко. Поверхности элементов шпиля подвергли тщательной пескоструйной обработке, очистив её от ржавчины. Далее металлоконструкции подвергли антикоррозионной обработке и покрыли защитным слоем суриковой краски.
Сегодня альпинисты инспектируют ангела раз в полгода, чтобы убедиться в его сохранности. Они проверяют техническое состояние флюгера, подшипников. Измеряют усилие, которое необходимо для страгивания с места всего флюгера.

## Освящение ангела
Освящение отреставрированной фигуры ангела произошло 13 февраля 2003 года. Обряд совершил настоятель Петропавловского собора игумен (ныне архимандрит) Александр (Фёдоров). Расположившись на верхней площадке лесов в сопровождении хора, он трижды прочёл: «Благословляется и освящается знамение сие крестное и образ ангела-хранителя града сего благодатию Пресвятаго Духа, окроплением воды сея освященныя — во имя Отца, и Сына и Святаго Духа. Аминь».
Как пишет Санкт-Петербургский церковный вестник (РПЦ МП) «Живая вода»:

Освящение ангела с крестом означало, что город храним Богом, и в нём присутствует духовная жизнь.
Ранее, 30 января в позолоченную сферу на вершине 40‑метрового шпиля была заложена капсула с посланием к потомкам и икона Покрова Пресвятой Богородицы.